# Мадонна з трояндою
«Мадонна з трояндою» (інша назва «Святе сімейство зі святим Йосифом») — картина італійського художника доби Відродження Рафаеля і його помічників. Зображає Діву Марію з Христом, Іоанна Хрестителя, який передає Христу пергамент з надписом лат. «Agnus Dei», і святого Йосифа.

## Опис
Діва Марія тримає малого Христа на руках. Святий Іоанн вручає йому стрічку зі словами «Agnus Dei», святий Йосип на задньому плані споглядає. Латинське «Agnus Dei» — Агнець Божий — належить до Страстей Христових, що жертвує собою, як євреї приносили в жертву ягнят, щоб врятувати людство від гріха.
Композиція запозичена з полотна Леонардо да Вінчі, яке не збереглось дотепер. Назва картини походить від квітки на столі, хоча тепер квітка вважається пізнішим додаванням.

## Історія
Не існує ніякої документації щодо того, коли ця картина прибула до Іспанії, але вона згадується у списках монастиря Ескоріал (Іспанія) 1667 року.